# Літвінов Максим В'ячеславович
Макси́м В'ячесла́вович Літвінов (нар. 11 лютого 1994, Амвросіївка, Донецька область) — український футзаліст, гравець клубу «Аврора».

## Біографія
З 2007 року перебував в структурі «ЛТК». Перший тренер — Юрій Ашотович Аветисян. 2008 року у складі юнацької команди клубу 1994 р.н. виступав у чемпіонаті України, де команда посіла 8-ме місце і в Кубку України, де посіла 3-тє місце. В кінці 2009 року приблизно півроку тренувався з другою командою клубу, а перед другим колом сезону 2009/2010 у віці 15 років був заявлений за неї у першу лігу. 16 січня 2010 року дебютував за «ЛТК-2», вийшовши в середині другого тайму, у матчі проти «ДЮСШ-5» (Донецьк). В цьому ж році виграв чемпіонат України серед юнаків 1993 року народження.
На початку лютого 2018 року перейшов у гомельський БЧ.
Літом 2010 року у складі юнацької збірної України (U-16) посів друге місце на міжнародному турнірі в Іспанії. У фіналі збірна України, лідером якої був Літвінов, поступилася господарям 1:2. Зимою 2010 року у складі збірної Луганської області став срібним призером V юнацьких спортивних ігор серед юнаків 1994 р.н.

## Титули і досягнення

### Командні
- Чемпіон України серед юнаків 1993 р.н.: 2010 р.
- Срібний призер Всеукраїнських юнацьких ігор: 2010 р.
- Срібний призер міжнародного турніру в Іспанії (U-16): 2010 р.
- Чемпіон України серед аматорських команд (INTER): 2021 р.

### Індивідуальні
- Найкращий молодий футзаліст світу: 9 місце (2012)[9]